# Saab 92
El Saab 92 fue el primer automóvil producido en serie del fabricante sueco Saab. El diseño era muy aerodinámico para su época, con un coeficiente de arrastre (Cx) de 0,30. La carrocería completa se estampaba en una sola pieza de chapa, que luego se recortaba para acomodar puertas y ventanas.

## Historia

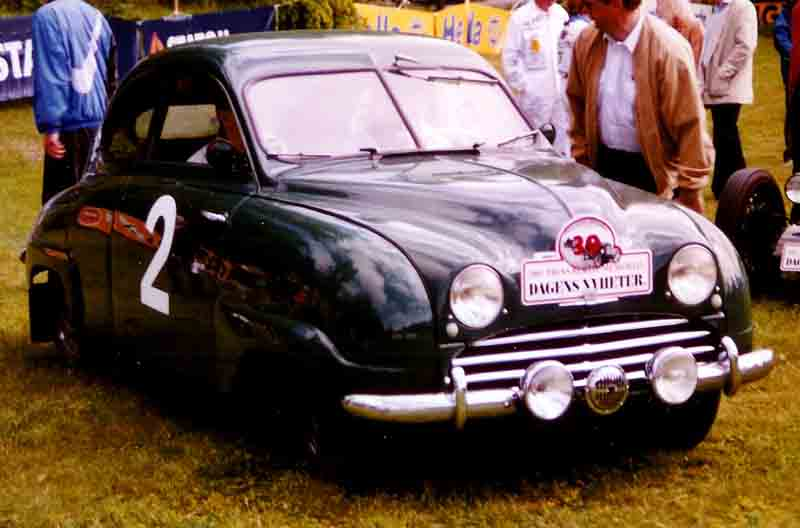
Saab 92 de 1949 preparado para un rally

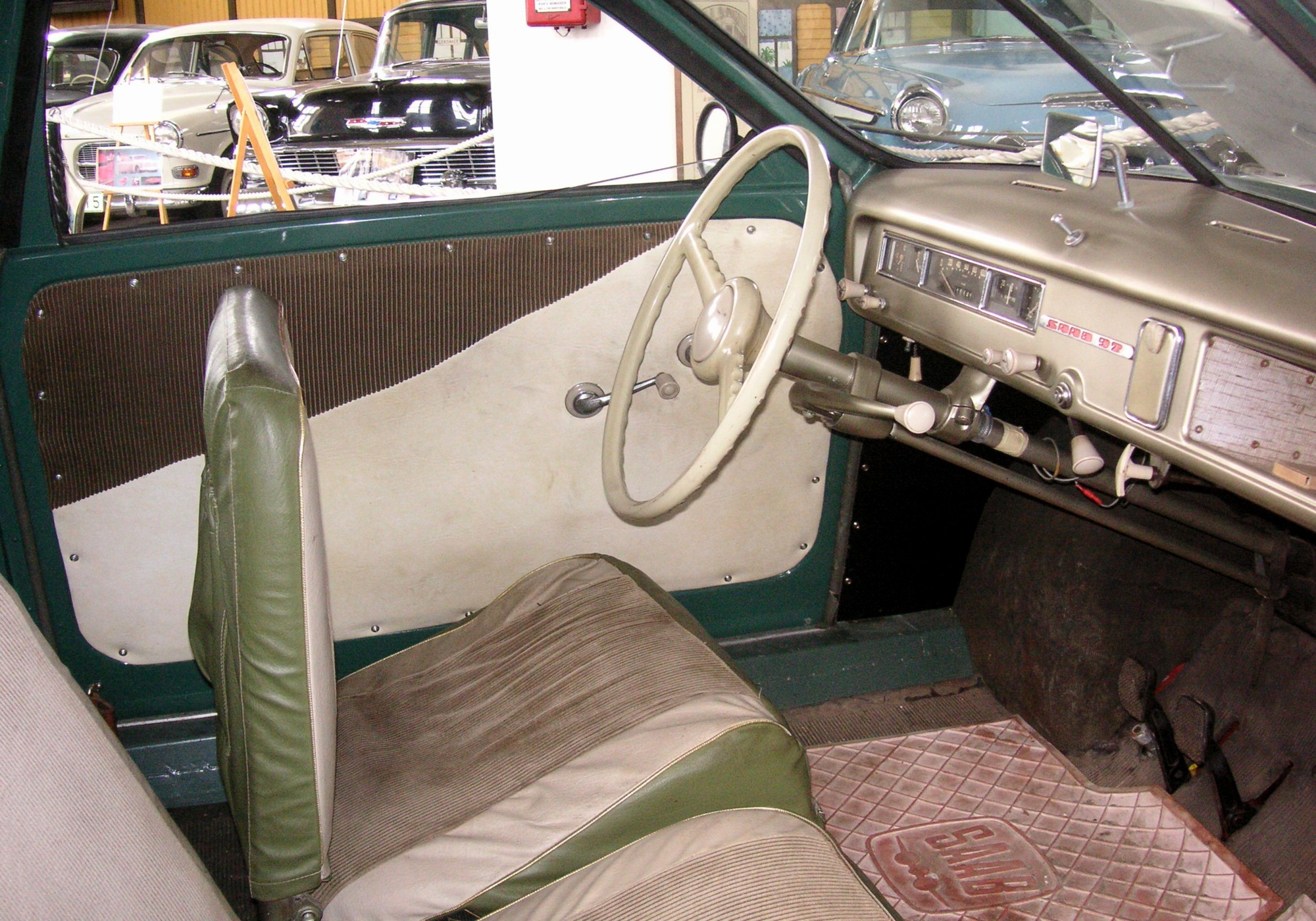
Interior de un Saab 92 de 1951

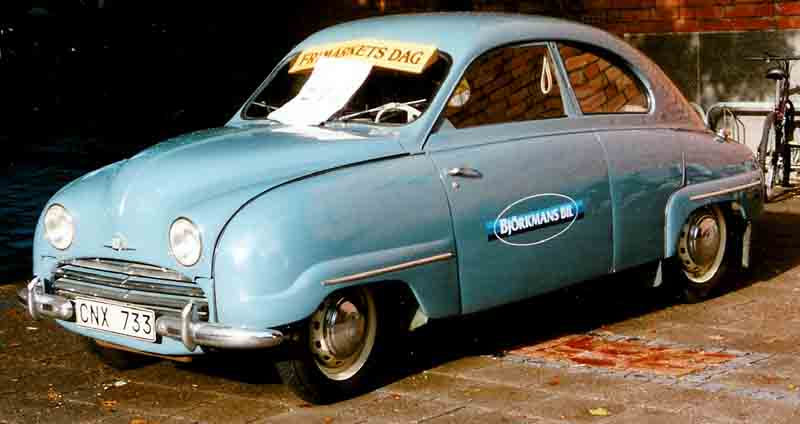
Saab 92B de Luxe de 1954

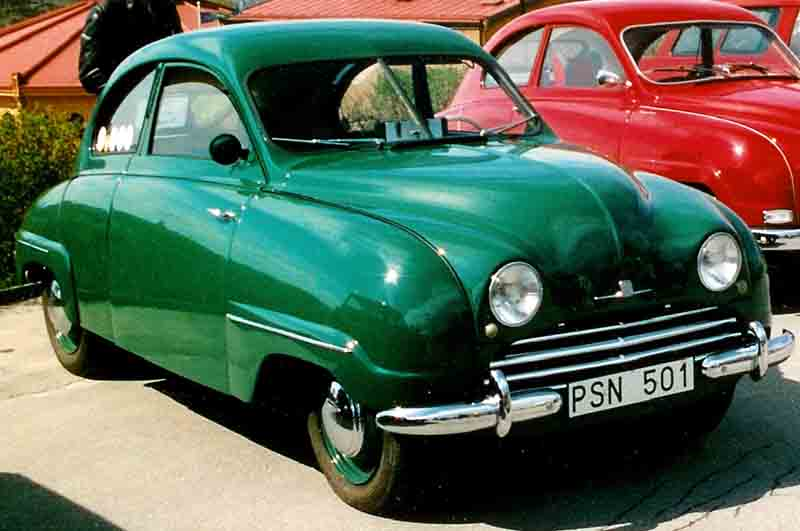
Saab 92 De Luxe de 1951, con el característico color verde botella de todas las primeras unidades

La producción a gran escala comenzó el 12 de diciembre de 1949, basada en el prototipo Ursaab. Todas las unidades producidas fueron de la versión Deluxe, puesto que se había anunciado una versión estándar, que ni siquiera llegó a las líneas de producción por falta de demanda.
Disponía de un motor transversal de dos tiempos y dos cilindros refrigerado por agua, con una cilindrada de 764 cc y 25 caballos (19 kW) de potencia, basado en un diseño de DKW. Con este motor alcanzaba una velocidad máxima de 105 km/h (65,2 mph). La transmisión tenía tres marchas, con la primera no sincronizada. Para superar los problemas de falta de aceite cuando se frenaba el motor, se instaló un dispositivo de rueda libre. La suspensión utilizaba barras de torsión.
Todos los primeros Saab 92 fueron pintados en un color verde oscuro, similar al verde de carreras británico. Según algunas fuentes, Saab disponía de un excedente de pintura verde destinado originalmente a la producción de aviones durante la Segunda Guerra Mundial. "Todos los coches estaban pintados de verde botella, un color que se convirtió en una especie de marca comercial para los coches de Saab. La razón subyacente fue que las fuerzas armadas habían comprado grandes cantidades de pintura de celulosa verde destinada al camuflaje. Sin embargo, el color no encajaba con el del terreno y todo el envío de pintura se vendió. Saab lo compró y por eso tanto los aviones como los automóviles terminaron siendo verdes".
La historia de Saab en los rallies comenzó tan solo dos semanas después de que se lanzara el 92, cuando el ingeniero jefe de Saab, Rolf Mellde, participó en el Rally de Suecia y quedó segundo en su clase.
Solo se fabricaron 700 unidades en 1950. En 1951, los instrumentos alemanes de la marca VDO se sustituyeron por componentes de origen estadounidense Stewart-Warner.
En 1952 Greta Molander ganó la 'Coupe des Dames' en un Saab 92, con un motor preparado con el que se disponía de 35 hp (26 kW). En 1953 llegó el modelo 92B, con una ventana trasera mucho más grande y un espacio para el equipaje más amplio (dotado de una tapa abatible). Ahora estaba disponible en gris, azul grisáceo, negro y verde. En 1954, el Saab 92 recibió el nuevo carburador Solex 32BI y una nueva bobina de encendido, pasando a rendir 28 hp (21 kW). Los faros estadounidenses fueron reemplazados por unidades Hella. Otra novedad fue que se ofreció como opción un techo textil (semi-cabina o cabrio). El color granate también se introdujo aquel año. En 1955, se incorporó una bomba de combustible eléctrica y luces traseras cuadradas instaladas en los guardabarros traseros. Los colores eran gris, granate y un nuevo color, el verde musgo.
El piloto de pruebas de aviación inglés 'Bob' Moore, que había colaborado en el desarrollo del avión a reacción Saab Tunnan (J29), cuando regresó se llevó un Saab 92B de 1955 a Inglaterra, para luego convertirse en el primer director gerente de Saab. GB Ltd. Se dice que fue el primer automóvil Saab importado al Reino Unido.
El Saab 93 se introdujo en diciembre de 1955, pero tanto el 92B como el 93 se produjeron a la vez durante un tiempo. Los últimos 92 se ensamblaron a finales de 1956 y a principios de 1957. Había disponibles dos nuevos colores, gris verdoso y beige. Se fabricaron un total de 20.128 unidades del Saab 92.

## Reconocimientos
- El Saab 92 aparece en un sello postal sueco.[6]
- Cuando General Motors (que había comprado Saab) hizo una lista de sus diez mejores automóviles en 2008, el Saab 92 quedó el primero, seguido por el Pontiac GTO (1964), el Chevrolet Corvette (1953), el EV1 (1996), el Opel Olympia (1936), el LaSalle (1927), el Chevrolet Bel Air (1955), el Cadillac V16 (1930), el Cadillac Model 30 (1910) y el Cadillac (1912).[7]